# 小行星1198
小行星1198（1198 Atlantis）是一颗绕太阳运转的小行星，为火星轨道穿越小行星。该小行星于1931年9月7日发现。
該小行星以亞特蘭提斯命名。

## 轨道参数
小行星1198的轨道半长轴为2.2509045 UA，离心率为0.335。